# Аян (затока)
Аян (із евенської мови — затока) — затока на північно-західному побережжі Охотського моря з південної сторони півострова Нонгдар-Неготні між мисом Товкучим та розташованим за 12,5 км на схід—північний схід від нього мисом Зовнішнім (56°25′28″ пн. ш. 138°13′30″ сх. д. / 56.42444° пн. ш. 138.22500° сх. д.). Територія Аяно-Майського району Хабаровського краю Російської Федерації.
Затока вдається в материк на 5,5 км і має високі скелясті береги, порізані декількома бухтами з пляжами у вершинах. Береги облямовані горами. У північно-східній частині затоки знаходиться бухта Аянська, на побережжі якої знаходиться село Аян.